# Supergrass
A Supergrass egy 1993-ban alapított angol britpop együttes volt Wheatleyből. Az 1995-ben megjelent I Should Coco és az 1997-es In It for the Money című albumaik szerepelnek az 1001 lemez, amit hallanod kell, mielőtt meghalsz című könyvben. 2019-ben újra összeállt a zenekar.

## Diszkográfia
- I Should Coco (1995)
- In It for the Money (1997)
- Supergrass (1999)
- Life on Other Planets (2002)
- Road to Rouen (2005)
- Diamond Hoo Ha (2008)

## Fordítás
- Ez a szócikk részben vagy egészben  a   Supergrass című angol Wikipédia-szócikk fordításán alapul.  Az eredeti cikk szerkesztőit annak laptörténete sorolja fel. Ez a jelzés csupán a megfogalmazás eredetét és a szerzői jogokat jelzi, nem szolgál a cikkben szereplő információk forrásmegjelöléseként.